# Gangsters 2
Gangsters 2 est un jeu vidéo de gestion et de stratégie en temps réel développé par Hothouse Creations et édité par Eidos Interactive, sorti en 2001 sur Windows. Il fait suite à Gangsters : Le Crime organisé.

## Accueil
- Jeuxvideo.com : 13/20[1]